# Coloconger
O Coloconger é um género de enguias, da família Congridae.
As espécies pertencentes a este género podem encontrar-se em águas tropicais, dos oceanos Atlântico, Indico e Pacifico Ocidental. Estas espécies são peixes de águas profundas, podendo ser encontrados entre os 300 aos 900 metros de profundidade.
Em comparação com outras enguias, estas têm o corpo mais grosso e curto, e focinhos mais contundentes.

## Espécies
As nove espécies de Coloconger conhecidas são:
- Género Coloconger
  - Coloconger cadenati (Kanazawa, 1961)[1]
  - Coloconger canina (Castle & Raju, 1975)[2]
  - Coloconger eximia (Castle, 1967)[3]
  - Coloconger giganteus (Castle, 1959)[4]
  - Coloconger japonicus (Machida, 1984)[5]
  - Coloconger meadi (Kanazawa, 1957)[6]
  - Coloconger raniceps (Alcock, 1889)[7]
  - Coloconger saldanhai (Quéro, 2001)[8]
  - Coloconger scholesi (W. L. Y. Chan, 1967)[9]